# Lijst van rijksmonumenten in Elsloo (Limburg)
De plaats Elsloo telt 26 inschrijvingen in het rijksmonumentenregister. Daarnaast is de dorpskern van Elsloo een beschermd dorpsgezicht.
| Object | Oorspronkelijke functie? | Bouwjaar                                                | Architect | Locatie                       | Coördinaten?                  | Nr.?   | Afbeelding |
| --- | ------------------------ | ------------------------------------------------------- | --------- | ----------------------------- | ----------------------------- | ------ | --- |
| Bakstenen hoeve in haakvorm; Vakwerkschuur                                                                                             | Boerderij                | 1733 (gevelsteen)                                       |           | Dorpstraat 1                  | 50° 56' 52" NB, 5° 45' 34" OL | 34856  | Meer afbeeldingen |
| Hoeve in haakvorm met speklagen; aan de binnenplaats houten tussendorpelkozijnen                                                       | Boerderij                | 1712 (ankers)                                           |           | Dorpstraat 5                  | 50° 56' 51" NB, 5° 45' 35" OL | 34857  | Meer afbeeldingen |
| Hoeve van baksteen, gelegen aan een binnenplaats. Voorgevel witgeverfd. Zijgevel gedeeltelijk met speklagen                            | Boerderij                |                                                         |           | Dorpstraat 25                 | 50° 56' 50" NB, 5° 45' 39" OL | 34858  | Hoeve van baksteen, gelegen aan een binnenplaats. Voorgevel witgeverfd. Zijgevel gedeeltelijk met speklagen                            |
| Hoeve van baksteen | Boerderij                | 1815 (gevelsteen)                                       |           | Dorpstraat 27                 | 50° 56' 49" NB, 5° 45' 40" OL | 34859  | Hoeve van baksteen |
| Huis van baksteen met speklagen van mergel, afgedekt door een zadeldak, dat aan de straatzijde een wolfeind heeft                      | Woonhuis                 | midden 17e eeuw                                         |           | Dorpstraat 28                 | 50° 56' 49" NB, 5° 45' 39" OL | 34860  | Meer afbeeldingen |
| Pastorie, uit baksteen en afgedekt met zadeldak                                                                                        | Vanwege onderdelen kerk  | derde kwart 19e eeuw                                    |           | Op de Berg 8                  | 50° 58' 21" NB, 5° 45' 39" OL | 34862  | Meer afbeeldingen |
| Bakstenen huis met ankers | Woonhuis                 | 1782 (ankers)                                           |           | Maasberg 4                    | 50° 56' 51" NB, 5° 45' 31" OL | 34864  | Meer afbeeldingen |
| Voormalige brouwerij | Woonhuis                 | laatste helft 18e eeuw                                  |           | Maasberg 6                    | 50° 56' 51" NB, 5° 45' 31" OL | 34865  | Meer afbeeldingen |
| Huis met gepleisterde puntgevel aan de straat                                                                                          | Woonhuis                 | eerste helft 19e eeuw 1610 (grafkruis)                  |           | Maasberg 7                    | 50° 56' 51" NB, 5° 45' 32" OL | 34866  | Meer afbeeldingen |
| Huis, aan de straat voorzien van een puntgevel met vlechtingen                                                                         | Woonhuis                 | 1782                                                    |           | Maasberg 8                    | 50° 56' 51" NB, 5° 45' 33" OL | 34867  | Meer afbeeldingen |
| Overblijfselen van het vroegere Kasteel Elsloo, zijn bij zeer lage waterstand zichtbaar                                                | Gebouw                   | in de rivier de Maas                                    |           | Overblijfselen kasteel Elsloo | 50° 57' 1" NB, 5° 45' 25" OL  | 34868  | Meer afbeeldingen |
| Gepleisterd huis met segmentboogvensters in naamse steen                                                                               | Woonhuis                 | laatste helft 18e eeuw (huis) 1610 (fragment grafkruis) |           | Op de Berg 1                  | 50° 56' 53" NB, 5° 45' 31" OL | 34869  | Meer afbeeldingen |
| Gepleisterd huis met segmentboogingang in naamse steen                                                                                 | Woonhuis                 | laatste helft 18e eeuw                                  |           | Op de Berg 2                  | 50° 56' 52" NB, 5° 45' 31" OL | 34870  | Meer afbeeldingen |
| Huis met eenvoudige lijstgevel | Woonhuis                 | 19e eeuw                                                |           | Op de Berg 3                  | 50° 56' 52" NB, 5° 45' 31" OL | 34871  | Meer afbeeldingen |
| Streekmuseum | Woonhuis                 |                                                         |           | Op de Berg 4                  | 50° 56' 52" NB, 5° 45' 32" OL | 34872  | Streekmuseum |
| Muur van baksteen met speklagen, eindigend in een muizetandlijst. Eenvoudig bakstenen huis met onder- en bovendorpels van Naamse steen | Woonhuis                 | 18e eeuw (muur) 19e eeuw (huis)                         |           | Op de Berg 6                  | 50° 56' 53" NB, 5° 45' 32" OL | 34873  | Muur van baksteen met speklagen, eindigend in een muizetandlijst. Eenvoudig bakstenen huis met onder- en bovendorpels van Naamse steen |
| Schippershuis | Woonhuis                 | laatste helft 16e eeuw - eerste kwart 17e eeuw          |           | Op de Berg 7                  | 50° 56' 52" NB, 5° 45' 33" OL | 34874  | Meer afbeeldingen |
| R.K. Augustinuskerk | Kerk en kerkonderdeel    | 1848-1849                                               |           | Op de Berg 9                  | 50° 56' 55" NB, 5° 45' 35" OL | 34875  | Meer afbeeldingen |
| Neo-romaanse grafkapel | Kapel                    | 1849                                                    |           | Op de Berg bij 9              | 50° 56' 53" NB, 5° 45' 35" OL | 34876  | Meer afbeeldingen |
| Kasteel Elsloo: hoofdgebouw | Kasteel, buitenplaats    | 1817-1833                                               |           | Maasberg 2                    | 50° 56' 51" NB, 5° 45' 27" OL | 527394 | Meer afbeeldingen |
| Kasteel Elsloo: historische tuinaanleg                                                                                                 | Tuin, park en plantsoen  | 1800-1850                                               |           | Maasberg bij 2                | 50° 56' 43" NB, 5° 45' 25" OL | 527395 | Meer afbeeldingen |
| Kasteel Elsloo: vrijstaande natuurstenen hekpijler bij de ingang (tweede pijler bijgeplaatst)                                          | Tuin, park en plantsoen  | eerste helft 18e eeuw                                   |           | Maasberg bij 2                | 50° 56' 49" NB, 5° 45' 23" OL | 527396 | Meer afbeeldingen |
| Kasteel Elsloo: vijf hardstenden drenkbakken                                                                                           | Tuin, park en plantsoen  | midden 19e eeuw                                         |           | Maasberg bij 2                | 50° 56' 50" NB, 5° 45' 27" OL | 527397 | Meer afbeeldingen |
| Kasteel Elsloo: hardstenen tuinvaas | Tuin, park en plantsoen  | eind 18e eeuw                                           |           | Maasberg bij 2                | 50° 56' 50" NB, 5° 45' 26" OL | 527398 | Meer afbeeldingen |
| Kasteel Elsloo: waterbak tegen pui van kasteel                                                                                         | Tuin, park en plantsoen  | midden 19e eeuw                                         |           | Maasberg bij 2                | 50° 56' 51" NB, 5° 45' 28" OL | 527399 | Meer afbeeldingen |
| Kasteel Elsloo: smeedijzeren tuinhek                                                                                                   | Tuin, park en plantsoen  | laatste helft 18e eeuw                                  |           | Maasberg bij 2                | 50° 56' 50" NB, 5° 45' 29" OL | 527400 | Meer afbeeldingen |